# Charde Houston
Charde Lakishia Houston (ur. 10 kwietnia 1986 w Oceanside) – amerykańska koszykarka, występująca na pozycjach silnej skrzydłowej lub środkowej, reprezentantka kraju mistrzyni WNBA z 2011.

## Osiągnięcia
Na podstawie, o ile nie zaznaczono inaczej.
NCAA
- Uczestniczka rozgrywek:
  - NCAA Final Four (2008)
  - Elite 8 turnieju NCAA (2006–2008)
  - Sweet 16 turnieju NCAA (2005–2008)
- Mistrzyni:
  - turnieju konferencji Big East (2005, 2006, 2008)
  - sezonu regularnego Big East (2007, 2008)
- MVP turnieju Big East (2008)
- Zaliczona do:
  - I składu turnieju Big East (2007)
  - składu honorable mention All-American (2007)

WNBA
- Mistrzyni WNBA (2011)
- Laureatka Dawn Staley Community Leadership Award (2011)
- Uczestniczka meczu gwiazd WNBA (2009)
- Zwyciężczyni konkursu Skills Challenge WNBA (2009)

Drużynowe
- Mistrzyni:
  - Eurocup (2011)[3]
  - Izraela (2011)[3]
  - Korei Południowej (2015)[4]
- Wicemistrzyni:
  - Czech (2010)[5]
  - Korei Południowej (2016)[6]
  - Izraela (2013)[7]
- Zdobywczyni pucharu Izraela (2011, 2013)[3][7]
- Uczestniczka rozgrywek:
  - Euroligi (2009–2011)
  - EuroCup (2008/2009, 2010/2011)

Indywidualne
(* – nagrody przyznane przez portale eurobasket.com, asia-basket.com)
- MVP finałów ligi południowokoreańskiej (2015)*[4]
- Najlepsza środkowa ligi południowokoreańskiej (2015)[4]
- Zaliczona do*:
  - I składu:
    - ligi:
      - południowokoreańskiej (2015, 2016)[4][6]
      - izraelskiej (2009)[8]

    - najlepszych zawodniczek zagranicznych ligi:
    - francuskiej (2010)[9]
    - południowokoreańskiej (2015, 2016)[4][6]
    - izraelskiej (2009)[8]

  - II składu ligi francuskiej (2010)[9]
- Uczestniczka meczu gwiazd ligi południowokoreańskiej (2015)[4]
- Liderka:
  - strzelczyń ligi:
    - hiszpańskiej (2014)
    - południowokoreańskiej (2014, 2016)[6]

  - w blokach ligi południowokoreańskiej (2014)

Reprezentacja
- Mistrzyni:
  - igrzysk panamerykańskich (2007)[10]
  - Ameryki U–18 (2004)[11]